# فرخنده پس‌سرزرین
فرخنده پس‌سرزرین (نام علمی: Chalcothraupis ruficervix) گونه‌ای از پرندگان تیرهٔ فرخندگان (Thraupidae) است. در آمریکای جنوبی از کلمبیا تا بولیوی یافت می‌شود. زیستگاه‌های طبیعی آن جنگل‌های کوهستانی نمناک نیمه‌گرمسیری یا گرمسیری و جنگل‌های پیشین به‌شدت دگرگون‌شده است.